# لئوناردو تاورینو
لئوناردو تاورینو (انگلیسی: Leonardo Taurino؛ زادهٔ ۲۵ ژوئیهٔ ۱۹۹۵) بازیکن فوتبال است.